# Verbandsgemeinde Freinsheim
Verbandsgemeinde Freinsheim é uma associação municipal do estado da Renânia-Palatinado.